# Rösberg bei Rommerode
Der Rösberg bei Rommerode erhebt sich mit einer Höhe von 539,4 m aus der Mittelgebirgslandschaft des Kaufunger Waldes im nördlichen Hessen. Er wird geprägt von Kalkmagerrasen, Wirtschaftsgrünland, Äckern und Wäldern, die sich kleinräumig miteinander abwechseln und ein vielgestaltiges Landschaftsbild ergeben. Wegen des Vorkommens von besonders schutzwürdigen Tier- und Pflanzenarten auf seinen Flächen wurde er als ein Fauna-Flora-Habitat-Gebiet zu einem Bestandteil des europaweiten Schutzgebietssystems Natura 2000, das eine länderübergreifende Vernetzung von bedrohten Lebensräumen zum Ziel hat. Auf den Halbtrockenrasen, die durch die Bewirtschaftung des Menschen entstanden sind, finden sich mehr als sechzig verschiedene Pflanzenarten, von denen viele als selten und gefährdet angesehen werden.

## Lage

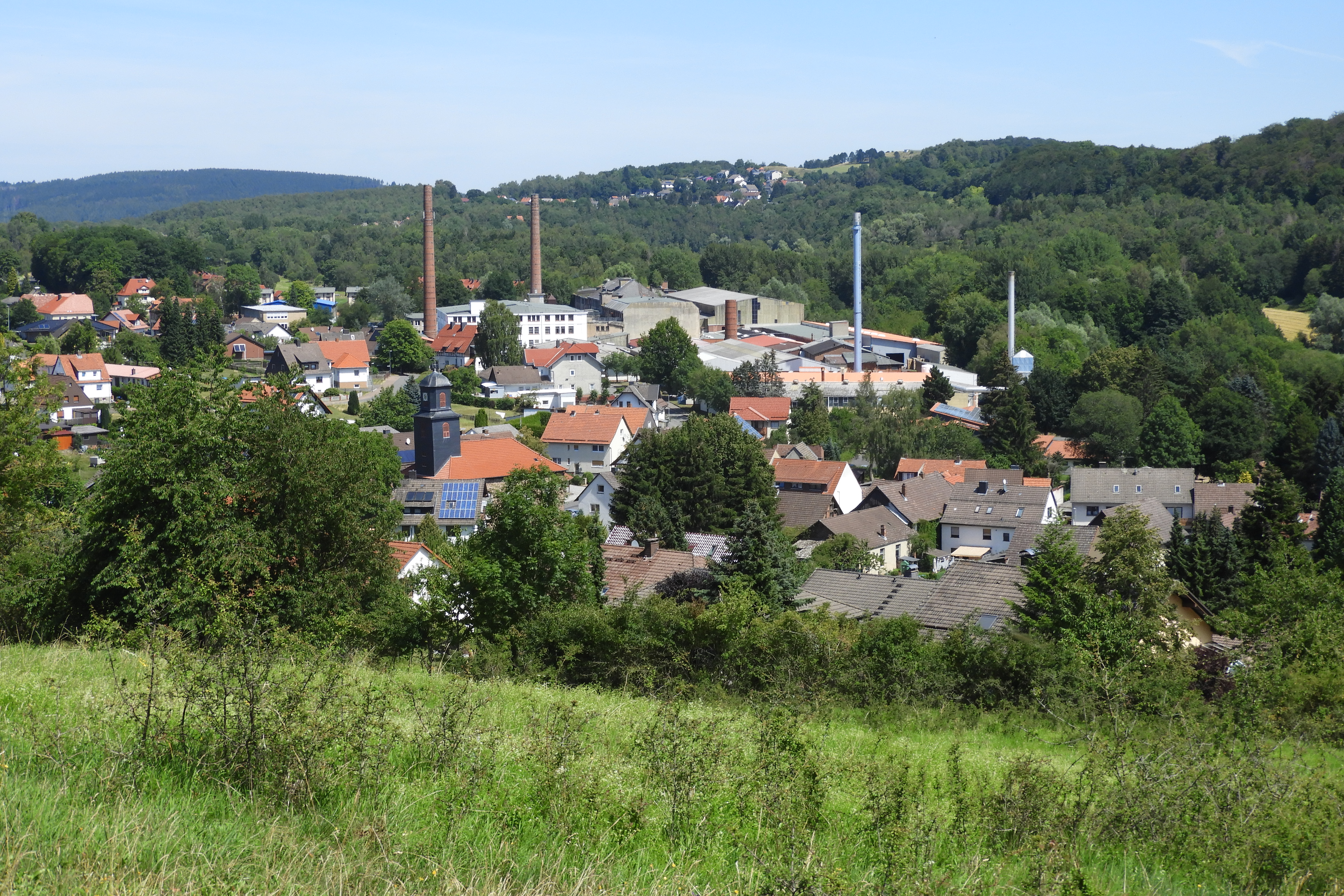
Rommerode und (im Hintergrund) Epterode mit dem Hohekopf vom Schutzgebiet aus gesehen

Das FFH-Gebiet erstreckt sich über eine Höhenlage von rund 435 m im östlichen bis 515 m im nördlichen Bereich. Es befindet sich an den Ost- und Südhängen des Rösbergs, zwischen Rommerode und dem Hessisch Lichtenauer Stadtteil Friedrichsbrück. Administrativ gehört es zu der Gemarkung von Rommerode, einem Ortsteil der Stadt Großalmerode im nordhessischen Werra-Meißner-Kreis.
Der Rösberg liegt im „Geo-Naturpark Frau-Holle-Land“ und wird in der naturräumlichen Gliederung Deutschlands, die auf der Geografischen Landesaufnahme des Instituts für Landeskunde Bad Godesberg basiert, dem Rommeroder Hügelland (357.53) zugeordnet. Nach Westen geht das Gebiet in den Bereich der Söhre (357.70), nach Süden in das Hessisch-Lichtenauer Becken (357.53) und nach Osten in das Velmeder Tal (357.53) über. Sie sind alle Teileinheiten des Fulda-Werra-Berglands (357) in der Haupteinheitengruppe des Osthessischen Berglands.

## Boden und Klima
Geologisch gesehen befindet sich der Bereich in einer Bruchzone, die zu der verzweigten Abfolge von Senken der Witzenhausen-Altmorschener Talung gehört. In dem von Verwerfungslinien durchzogenen und stark gegliedertem Gebiet sind die anstehenden Gesteine Formationen des Muschelkalks. Auf dem Höhenrücken des Rösbergs haben sich vorwiegend flachgründige, steinige Rendzinen ausgebildet und auf wenig geneigten und ebenen Flächen sind Kalkbraunerden vorhanden. Die Basenversorgung der Böden gilt überall als gut bis sehr gut.
Das Klima des Gebiets wird als subatlantisches, relativ kühles, niederschlagsreiches Berglandklima bezeichnet. Das widerspiegeln in der Flora die Vorkommen einer Reihe von Arten, wie der Kugeligen Teufelskralle und dem Wiesen-Leinblatt, die für die Verhältnisse höherer Mittelgebirgslagen typisch sind. Bedingt durch die Höhenunterschiede und die verschiedenen Expositionen können allerdings beachtliche lokalklimatische Unterschiede auftreten. So dominieren an der Südseite des Kalkrückens im Sommer regelmäßig sehr trockene, warme Bedingungen.

## Frühere Nutzung
Die Entstehung der Kulturlandschaft in der Region war eng mit dem Abbau der Bodenschätze verknüpft. Die kargen Böden in der gebirgigen Landschaft zwangen die Bewohner im Raum zwischen Meißner und Kaufunger Wald die vorhandenen Kohle- und Tonvorkommen zu nutzen und sie zur Grundlage ihrer wirtschaftlichen Existenz zu machen. Bergbau und Keramikindustrie boten Arbeitsplätze. Die Landwirtschaft wurde oft im Nebenerwerb und meist auf sehr kleinen Parzellen betrieben. Relief und Höhenlage sowie die regionalen sozioökonomischen Bedingungen verhinderten eine großflächige intensive Bewirtschaftung. Das Grünland des Rösbergs und der anderen vorhandenen Flächen wurde überwiegend gemäht und das Futter an Kühe und Ziegen verfüttert, die das ganze Jahr über im Stall oder auf einigen dorfnahen Weiden standen. Ein großer Teil der Halbtrockenrasen und Magerwiesen an den Hängen der Bergrücken konnte nur einmal jährlich und nicht vor Mitte Juni gemäht werden. Die vorhandenen beweidungsempfindlichen Pflanzenarten in den Magerrasen lassen vermuten, dass die Mahd mit der Sense erfolgte. Diese Art der Nutzung dauerte bis in die Zeit nach dem Zweiten Weltkrieg an. Danach fielen viele Wiesen brach und sind mit Büschen zugewachsen. Mit Entbuschungsmaßnahmen und einer extensiven Beweidung mit Schafen soll der Charakter der mageren Rasen auch in Zukunft erhalten werden.

## Natur
Nach dem Standarddatenbogen für besondere Schutzgebiete, der im April 2004 erstellt und im Januar 2015 aktualisiert wurde, prägen das Landschaftsbild des Rösbergs „wertvolle Kalkmagerrasen im Wechsel mit extensiv genutzten Mähwiesen. Die Fläche ist durch Hecken und Gebüsche kleinräumig gegliedert und vielfältig strukturiert.“ Bedeutung besitzt das Gebiet gemeinsam mit den benachbarten FFH-Gebieten Lichtenauer Hochland und Hohekopf bei Großalmerode für die Vernetzung der Magerrasen im Werra-Meißner-Kreis, die einen Austausch der Individuen sichern und eine Verinselung verhindern sollen.

### Vegetation

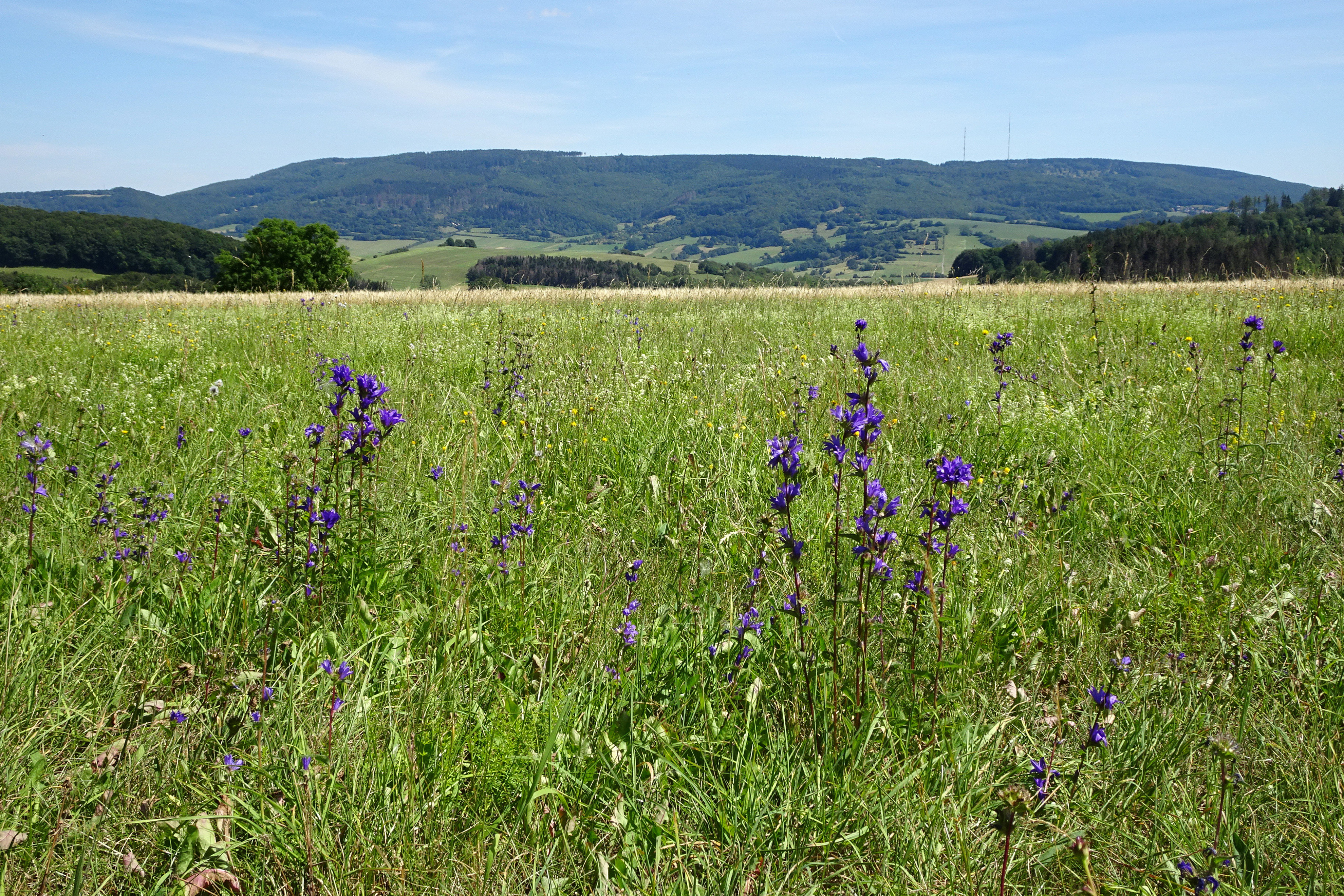
Magerrasenfläche auf dem Rösberg mit Blick zum Hohen Meißner

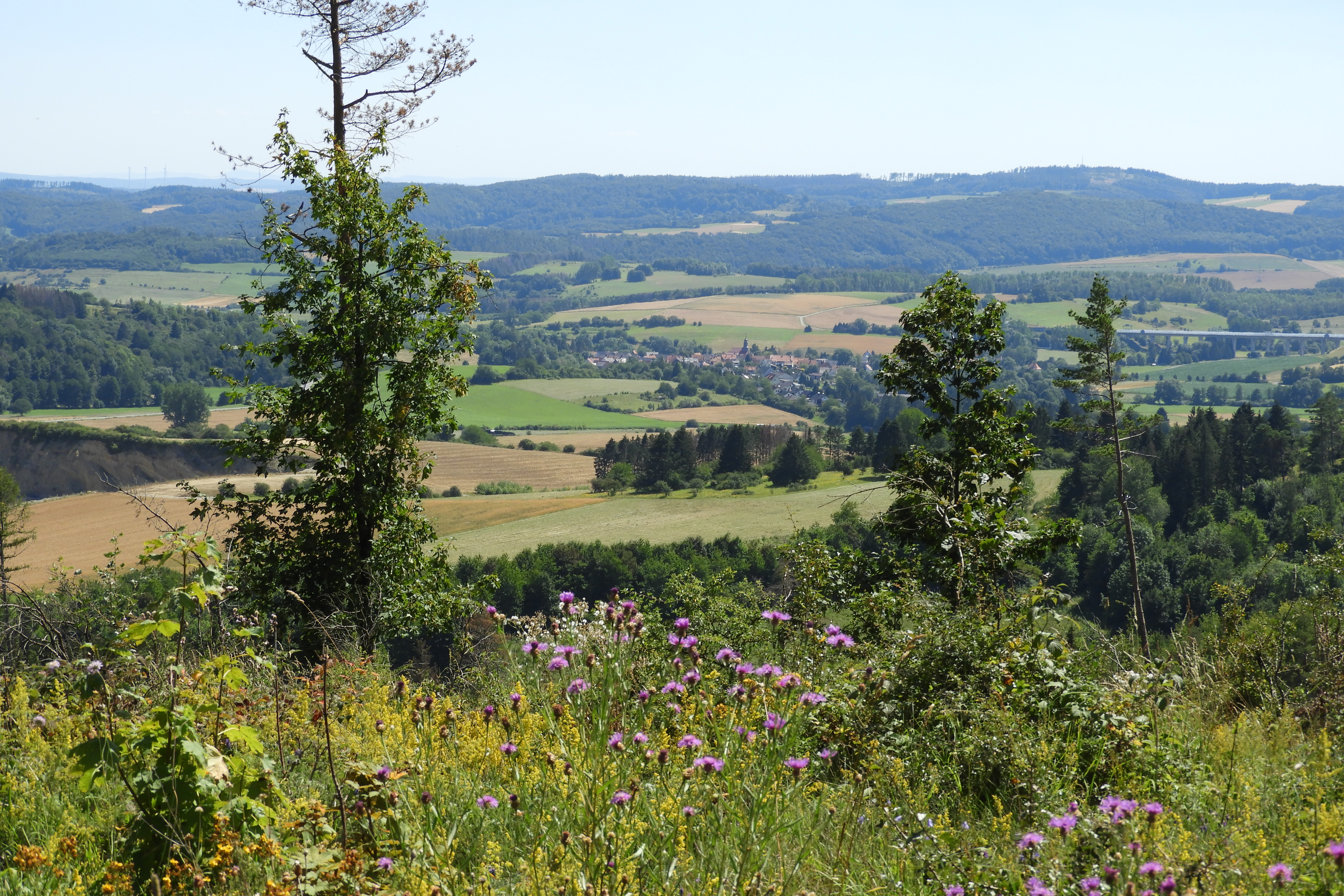
Der südliche Bereich des FFH-Gebiets mit Blick auf Walburg und das Lichtenauer Becken

Mit den „Submediterranen Halbtrockenrasen“ und den „Mageren Flachland-Mähwiesen“ kommen nach der Grunddatenerhebung Lebensraumtypen (LRT) vor, die nach den FFH-Richtlinien als von gemeinschaftlichem Interesse gelten und für deren Erhaltung besondere Schutzgebiete ausgewiesen werden müssen. In dem 42,5 Hektar großen geschützten Bereich des Rösbergs besitzen sie mit knapp neun Hektar einen Flächenanteil von rund 21 Prozent.
Das Vorkommen der Einknolligen Honigorchis, die auch Elfenständel genannt wird, erfüllte die Kriterien um den prioritären Untertyp von LRT 6212 „Besondere Bestände mit bemerkenswerten Orchideen“ auszuweisen. Er hat eine vergleichbare Artenzusammensetzung wie 6212 „Submediterrane Halbtrockenrasen“. Vegetationskundlich werden sie der Assoziation der Enzian-Schillergrasrasen zugeordnet. Als bemerkenswert angesehen wird das Auftreten von zahlreichen „Rote-Liste-Arten“. Hier wachsen der stark gefährdete Deutsche Enzian, die Kugelige Teufelskralle und das Gewöhnliche Katzenpfötchen sowie die als gefährdet geltenden Arten Großes Windröschen, Nordisches Labkraut, Fransenenzian, Sumpf-Kreuzblume und Wiesen-Leinblatt.
Abhängig von der Gründigkeit und der Wasserversorgung kommen die Rasen in unterschiedlichen Ausbildungen vor. Arten der Pionierrasen finden sich auf flachgründigen Standorten, auf nährstoffreicheren Böden werden die Bestände durch die aus den Glatthaferwiesen eingewanderten Arten charakterisiert. Die Halbtrockenrasen vom Rösberg gelten, wie die anderen Halbtrockenrasen des westlichen Meißnervorlands auch, als eine Ausprägung von landesweiter Eigenart, die sich durch das Auftreten von weideempfindlichen, aber mahdtoleranten Arten wie Bastard-Frauenmantel, Büschel-Glockenblume und andere auszeichnen.
Zu dem Lebensraumtyp 6510 im Schutzgebiet gehören extensiv bewirtschaftete Mähwiesen des Flach- und Hügellandes, die pflanzensoziologisch zu den Glatthaferwiesen gerechnet werden. Die Wiesen sind blütenreich, werden wenig gedüngt und nicht vor der Hauptblütezeit der Gräser gemäht. Am Rösberg kommen sie in vielfältige Ausbildungen, mit Übergängen zu Berg-Mähwiesen oder Kalkmagerrasen vor. Die Oberschichten der Bestände werden von Obergräsern gebildet, zu denen neben dem Glatthafer das Wiesen-Knäuelgras und der Wiesen-Schwingel gehören. In den artenreichen Mittelschichten wachsen die nicht so wuchskräftigen Gräser sowie die auffälliger blühenden Gewöhnliche Schafgarbe, Wiesen-Flockenblume, Wiesen-Pippau, Acker-Witwenblume, Margerite, Scharfer Hahnenfuß, Wiesen-Sauerampfer, Wiesen-Bocksbart, Wiesenklee , Zaun-Wicke und Gamander-Ehrenpreis. Mit Nordischem Labkraut, Fliegen-Ragwurz und Kugeliger Teufelskralle sind Arten der Roten Listen vertreten.

### Fauna
Als typische und wertgebende Art der Halbtrockenrasen wurde die Langfühlerschrecke Warzenbeißer aus der Überfamilie der Laubheuschrecken im Rahmen einer Rasterkartierung erfasst. In den Roten Listen ist der Warzenbeißer bundesweit als „gefährdet“ und auf Landesebene als „stark gefährdet“ eingestuft. Zu den bemerkenswerten Heuschreckenarten, die auf den Rasenflächen gesehen wurden, gehören auch die Kurzflügelige Beißschrecke und der Heidegrashüpfer.
Der Pflanzenreichtum des Rösbergs bietet vielen Insekten Nahrung und Lebensraum. Auffällig sind die vielen Schmetterlinge im Gebiet. Bei den Untersuchungen für die Grunddatenerfassung im Jahr 2002 wurde ein Tagfaltertransekt auf einem Bereich im Halbtrockenrasen angelegt. Hier gelang die Beobachtung von rund zwanzig Tagfalter- und Widderchenarten. Unter ihnen waren die nach der „Roten Liste der Tagfalter Hessens“ die gefährdeten Zwergbläuling, Schlüsselblumen-Würfelfalter und Ehrenpreis-Scheckenfalter sowie Grüner Zipfelfalter, Weißbindiges Wiesenvöglein, Leguminosen-Weißling, Schwalbenschwanz und Kleiner Würfel-Dickkopffalter, die zu den Schmetterlingsarten gehören die merklich zurückgegangen sind, aber noch nicht als gefährdet angesehen werden.
Das FFH-Gebiet wurde nicht als Vogelschutzgebiet ausgewiesen. Mit dem Neuntöter kommt aber eine im Anhang I der Europäischen Vogelschutzrichtlinie aufgeführte Vogelart vor, für deren Schutz besondere Maßnahmen ergriffen werden sollen. Die halboffene Landschaft des Rösbergs, mit seinen Hecken und Sträuchern bietet dem selten gewordenen Vogel einen geeigneten Lebensraum.

## Unterschutzstellung
Einen ersten Schutzstatus erhielt der Rösberg im Jahr 1970. Der nordöstliche Bereich wurde wegen des Vorkommens seltener Pflanzen als vegetationskundliches Naturdenkmal ausgewiesen.
Die Flächen waren ursprünglich als Naturschutzgebiet vorgesehen und wurden dafür in den Jahren von 1991 bis 1997 einstweilig sichergestellt. Im „Landschaftsrahmenplan Nordhessen 2000“ wird der „Rösberg bei Rommerode“ unter den Bereichen aufgelistet, die die Voraussetzungen zur Ausweisung als Naturschutzgebiet erfüllen und ausgewiesen werden müssen, wenn die im Hessischen Gesetz über Naturschutz und Landschaftspflege (HENatG) vorgegebenen Ziele erfüllt werden sollen.
Mit weiteren schutzwürdigen hessischen Gebiete wurde der Rösberg Anfang der 2000er Jahre nach den Vorgaben der Europäischen Vogelschutzrichtlinie und der Fauna-Flora-Habitat-Richtlinie der Europäischen Union für das Schutzgebietsnetz Natura 2000 vorgeschlagen. Das Meldeverfahren wurde im Jahr 2004 abgeschlossen. Neben dem Gebietsmanagement und dem damit verbundenen Monitoring forderte die EU eine förmliche Schutzerklärung der Natura 2000-Gebiete, die im Januar 2008 mit der „Verordnung über Natura 2000-Gebiete in Hessen“ erfolgte. Schutzziele sind nach Anhang I der FFH-Richtlinie für den LRT 6210 „Naturnahe Kalk-Trockenrasen“, die Erhaltung des Offenlandcharakters der Standorte wie auch die Erhaltung der Nährstoffarmut begünstigenden Bewirtschaftung. In dem prioritären LRT *6210 soll der Orchideenreichtum gesichert werden. Für den LRT 6510 „Magere Flachland-Mähwiesen“ ist die Erhaltung eines günstigen Nährstoffhaushaltes und einer bestandsprägenden Bewirtschaftung vorgesehen. Das 42,51 Hektar große FFH-Gebiet hat die Gebietsnummer 4724-309 und den WDPA-Code 555520062.

## Touristische Erschließung

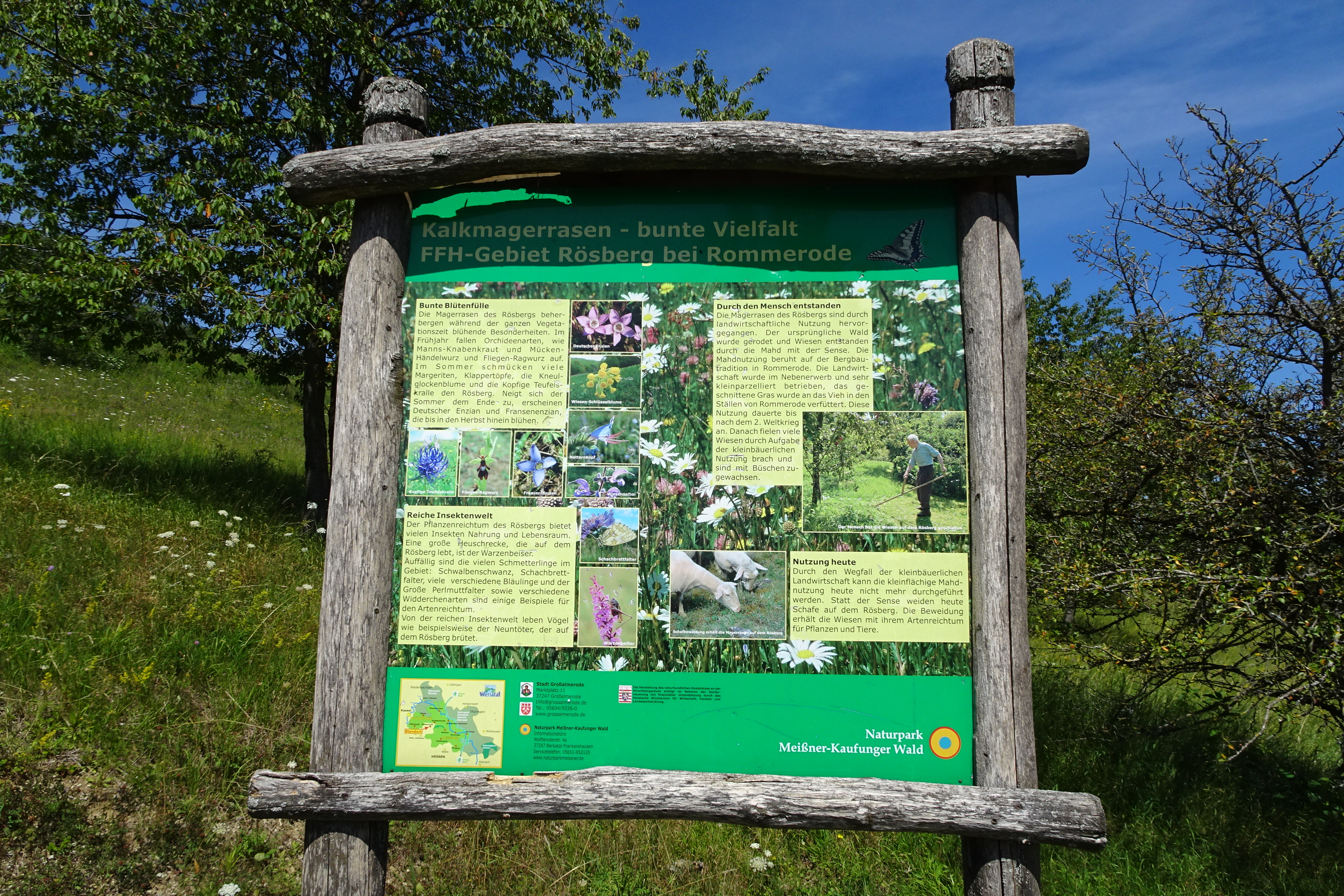
Informationstafel im FFH-Gebiet

Das Gebiet kann über landwirtschaftliche Wege begangen werden. An den Wegen sind Ruhebänke vorhanden und Schautafeln informieren über die Besonderheiten des Gebiets. Die offenen Bereiche des Rösbergs bieten Aussichten auf den Hirschberg, mit 435 m der höchste Berg im Kaufunger Wald sowie auf die Westseite des Hohen Meißners und in das Lichtenauer Hochland.